# Ahmad bin Rashid Al Mualla
Cheikh Ahmad bin Rashid Al Mualla (1902 – 21 février 1981) était un membre de la famille royale émiratie, un homme politique et l'un des fondateurs des Émirats arabes unis. Il fut le dirigeant de l’émirat d’Oumm al-Qaïwaïn de 1929 à 1981. Il était le père du cheikh Rashid bin Ahmad Al Mualla II. Il accéda au pouvoir après l'assassinat de son cousin, le cheikh Hamad bin Ibrahim Al Mualla, suivi d’un contre-coup en 1929.
Durant ses dernières années, en 1971, l’émirat d’Oumm al-Qaïwaïn rejoignit la fédération des Émirats arabes unis. Sous son règne, les premières infrastructures éducatives et médicales de l’émirat furent établies, marquant un tournant dans le développement de la région.